# Kostel svatého Petra a Pavla (Hněvošice)
Kostel svatého Petra a Pavla se nachází v obci Hněvošice v okrese Opava, na návrší v areálu hřbitova. Barokní dřevěný kostel s původním interiérem je chráněn jako kulturní památka od roku 1958 a je zapsán v Ústředním seznamu kulturních památek ČR. Součástí kulturní památky je i ohradní oplocení.

## Historie
Barokní dřevěný kostel svatého Petra a Pavla byl postaven v roce 1730, pravděpodobně na místě původního vyhořelého kostela. Požár postihl obci v roce 1729. Donátorem stavby byl Johann Rudolf Šarovec ze Šarov, který na stavbu kostela věnoval 100 rýnských zlatých. V období 1842–1857 byla provedena obnova v interiéru, vyzděna kamenná podezdívka, postaven sanktusník a střecha byla pokrytá šindelem. V letech 1801–1802 byla u kostela postavená fara.
Po roce 1742 byla obec a kostel na území Pruska, zpátky byl přičleněný k Československu v roce 1920.  Až do roku 1923 byl filiálním kostelem a patřil pod římskokatolickou farnost v Oldřišově. Do roku 2011 byl farním kostelem římskokatolické farnosti v Hněvošicích. V období druhé světové války byl poškozen a provizorně opraven. Další opravy proběhly v letech 1994–1995 a v roce 2005 byla opravena střecha. V letech 2007–2008 byl celý rekonstruován.

## Popis

### Exteriér
Kostel je jednosrubová roubená dřevěná jednolodní stavba na půdorysu obdélníku s trojbokým závěrem kněžiště. Je postaven na kamenné podezdívce. Loď je téměř čtvercového půdorysu. Venkovní stěny jsou svisle deštěné s olištováním ve spárách. Sedlová střecha je dvouhřebenová krytá šindelem, se santusníkem v hřebeni nad kněžištěm. Šestiboký sanktusník s lucernou a štíhlou strmou jehlanovou střechou krytou plechem je zakončen makovicí, orámovaným křížem a korouhví. Okna v lodi (tři) a kněžišti (2+1) mají půlkruhový záklenek. K jižní straně kněžiště je přistavěna čtyřboká sakristie s depozitářem v patře. K západnímu průčelí je přistavěná patrová předsíň se sedlovou střechou krytou šindelem. K předsíni z jižní strany přiléhá schodiště s pultovou střechou. Patro předsíně slouží jako zvonice. K jižní straně lodi je přistavěna další předsíň, na kterou navazuje sakristie. Do areálu je vstup brankou krytou šindelovou stříškou, která je plaňkovém plotě postaveném kolem kostela se zděnými omítanými hranolovými pilíři.

### Interiér
V lodi je dřevěná trojkřídlá kruchta nesená vyřezávanými trámovými sloupy. Vnitřní zařízení je většinou z doby výstavby kostela. Hlavní oltář bohatě vyřezávaný se sloupovým retabulem a obrazem svaté Trojice má po stranách sochy svatého Petra a Pavla z druhé poloviny 19. století. V nástavci oltáře je obraz Madony s dítětem a znaky Jana Rudolfa Šarovce z Šarova a jeho manželky Roziny z Frankenberku, kteří byli majitelé obce do roku 1777. Dva boční oltáře jsou vyřezávané s akantovým retabulem. Na evangelijní straně je oltář s andílky a deskovým obrazem Klanění sv. Tří králů a v nástavci je obraz Boha Otce. Přízední kazatelna se čtyřbokým řečništěm je bohatě vyřezávaná a na parapetu jsou vyřezané sochy čtyř evangelistů. Na epištolní straně je opět oltář s andílky a obrazem svatého Jana Nepomuckého a v nástavci je obraz s Pannou Marií.

## Zvony
V kostele byly zavěšeny původně dva zvony. Větší měl hmotnost asi 220 kg a byl na začátku 19. století přesunut do farního kostela Narození Panny Marie v Oldřišově. Ve zvonici je zavěšen menší pozdně gotický zvon o hmotnosti asi 80 kg. Na plášti má drobný reliéfní štít dělený kůlem a vlysovým nápisem - modlitbou. V sanktusníku je zavěšen zvon s datací 1889.